# Castillo de Peñafort
El castillo de Peñafort se encuentra situado al sur de Santa Margarita y Monjós, cerca del curso del Foix y muy cerca de una serie de industrias. Es un conjunto formado por los restos del antiguo casal fortificado de Peñafort (torre circular, lienzos de muro), un convento y una iglesia. Tradicionalmente se localiza el nacimiento de un personaje conocido; San Raimundo de Peñafort (1185 - 1275), dominicano y canonista, doctor en jurisprudencia por Bolonia y consejero de Jaime I de Aragón, canonizado en 1601. Este espacio, de diferentes etapas arquitectónicas, es la puerta de acceso al parque natural del Foix.

## Historia
El castillo de Peñafort, edificado posiblemente el siglo XI, estaba formado, en un comienzo por una torre y una casa cuadra como también lo eran los castillos de Moja (981) y Canyelles (992). Estos pequeños castillos tenían una función subsidiaria y doble: eran núcleos de protección para los campesinos que colonizaban las nuevas zonas conquistadas a los sarracenos y al mismo tiempo servían de avanzadas para prevenir los ataques al Castillo de Olérdola, construido entre los años 929 y 930 en un lugar muy bien situado estratégicamente y que ejercía su dominio sobre unas tierras de frontera de unos 250 km² de extensión. La política de colonización impulsada por los condes de Barcelona impulsará el poblamiento por colonos cristianos del territorio más grande de la marca.

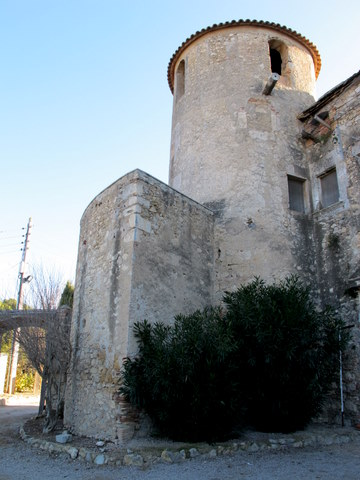
Torre circular. Único elemento medieval conservado.

Entendemos pues que el castillo de Peñafort, en un principio, era regido por un castellano nombrado y dependiendo del señor de Olérdola. Más adelante se independizará y en el siglo XII ya se menciona la Torre de Peñafort con el dominio de los señores de Peñafort que permanecerán hasta mediados del siglo XIV. Se considera que uno de los miembros de esta saga, nacido en 1185 en este lugar, fue San Raimundo de Peñafort que en el año 1229, predicó la cruzada contra los musulmanes por encargo del Papa.
Bernardo de Peñafort, nieto de Pedro de Peñafort era el señor del año 1337. En el año 1356, Arnau de Montoliu, el último descendiente del linaje vende la casa a Pedro de Crebeyno. No hay información en los años sucesivos pero se sabe que en 1405 estaba medio derruido. En el año 1586, la Diputación del General de Cataluña toma a Pedro y Pablo Río sus propiedades. Quince años más tarde, Martí Joan de Espuny de Argençola, casado con Agnès Espuny y de Alemán, lo compró en subasta pública, pasando a llamarse desde entonces señor de Peñafort y de Pacs y en 1602 obtuvo la autorización para construir una capilla dedicada a San Raimundo de Peñafort santificado el año anterior por el papa Clemente VIII. Martí Joan de Espuny el año 1603, hizo donación de la torre y dependencias anexas a la orden de los dominicos.
Durante la guerra de la Independencia española, este convento fue saqueado por los franceses. En el año 1836, (Desamortización de Mendizábal), con el reinado de Isabel II de España se decretó la venta forzosa de los bienes eclesiásticos, pasando a ser bienes del Estado para poder ser privatizados a través de subastas. En 1851, Miquel Puig compró al Estado la propiedad del convento. A Miquel Puig le sucedió su hijo Josep Puig i Llagostera, casado con Rosa Amat, cuando muere en el año 1879, su mujer residiría en el convento. Durante la guerra civil española, la iglesia fue saqueada y se habilitó como prisión, los propietarios y colonos seguían viviendo en el casal residencial. James R. Halloway el año 1959, junto con unos socios restauraron las habitaciones, para establecer un hotel. El año 1966 era propietario Dimitri Nicholas. En 1971, Martín Fainberg y Oliver Johnson lo adquirieron para negocios vinícolas. En el año 2002, el Ayuntamiento de Santa Margarita y Monjós adquirió el convento.
El CRAI Biblioteca de Reserva de la Universidad de Barcelona conserva, a raíz de la desamortización de los conventos de 1835, los fondos provenientes del Convento de Santo Ramón de Peñafort, que actualmente suman casi 200 ediciones. Asimismo, ha registrado y descrito algún ejemplo de las marcas de propiedad que identificaron el convento a lo largo de su existencia.

## Arquitectura
El Castillo de Peñafort es un conjunto arquitectónico declarado Bien Cultural de Interés Nacional (BCIN), que está formado por la torre medieval, un convento dominico del siglo XVII, y una casa solariega del siglo XIX. La construcción más antigua es la torre cilíndrica y algunas dependencias anexas que ha sufrido muchas transformaciones, documentada en el siglo XII pero posiblemente erigida en el siglo XI como uno más de los castillos de frontera del Panadés construidos después de la razzia de Al Mansur. El convento dataría de los siglos XVII y XVIII, en diversas construcciones y ampliaciones que se reanudarían el siglo XIX, tras la desamortización.